# Caridina chauhani
Caridina chauhani е вид десетоного от семейство Atyidae. Видът не е застрашен от изчезване.

## Разпространение и местообитание
Разпространен е в Индия (Карнатака, Керала и Ориса).
Обитава сладководни басейни и реки.